# Syndrom der unkämmbaren Haare

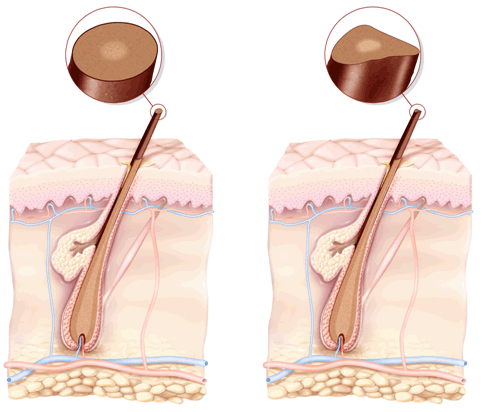
Die Struktur von normalem Haar (links) und die Struktur von Haaren mit unkämmbarem Haarsyndrom (rechts)

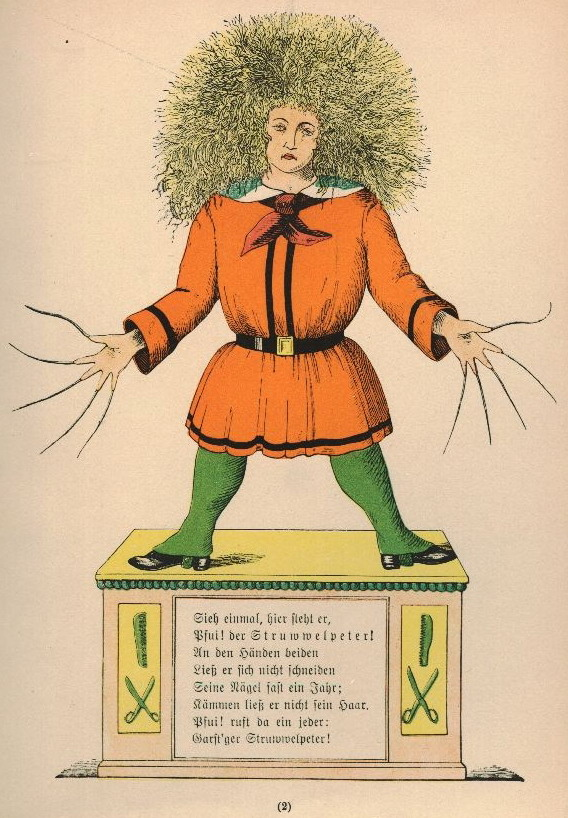
Der Struwwelpeter, bekannteste literarische Figur mit dem Syndrom der unkämmbaren Haare.
Heinrich Hoffmann (1858): Kämmen ließ er nicht sein Haar.

Das Syndrom der unkämmbaren Haare (lat. Pili trianguli et canaliculi), auch als Symptom des nicht frisierbaren Haares, Struwwelpeter-Syndrom oder Glaswollhaar bezeichnet, ist eine seltene strukturelle Anomalie des Kopfhaares. Wie der Name des Syndroms es schon beschreibt, führt es dazu, dass die Kopfhaare nicht frisierbar sind.

## Beschreibung und Diagnose
Das Syndrom der unkämmbaren Haare ist durch trockenes krauses Kopfhaar, das sich nicht kämmen lässt, charakterisiert. Das Haar ist grundsätzlich zerzaust („struwwelig“), aber nicht brüchig, meist silber-blond und langsam wachsend. Das Syndrom kann sich in dem Zeitraum der ersten Lebenswochen bis zur Pubertät manifestieren. In den meisten Fällen tritt es schon in früher Kindheit auf.
Die Nichtkämmbarkeit wird durch eine willkürliche Anordnung der Haarbüschel verursacht, die wiederum durch den strukturellen Haaraufbau bedingt ist. Unter einem Lichtmikroskop kann man die für dieses Syndrom typischen Pili trianguli et canaliculi (unterschiedlich deformierte Haarschäfte, teilweise durch zwei bis drei tiefe längliche Einkerbungen verformt) am besten im Querschnitt erkennen. Dazu werden die in Paraffin eingebetteten Haare quer angeschnitten. Die klinische Diagnose lässt sich mit einer rasterelektronenmikroskopischen Aufnahme sicher bestätigen. Während normalerweise ein Haar einen runden Querschnitt hat, ist das Kopfhaar beim Syndrom der unkämmbaren Haare auf der ganzen Länge dreieckig bis nierenförmig verformt. Mindestens 50 % der Kopfhaare weisen diese Deformation auf und nur die Kopfhaare sind davon betroffen.
Üblicherweise tritt das Glaswollhaar als eigenständiges Syndrom auf. Es kann aber auch mit anderen physischen Anomalien, wie beispielsweise ektodermaler Dysplasie, Retinopathia pigmentosa, juvenilem Katarakt, Polydaktylie, Anomalien im Zahnschmelz, verbunden sein.
Im Gegensatz zu diesen Syndromen ist das Syndrom der unkämmbaren Haare weder mit einer anderen physischen, noch mit neurologischen oder psychischen Abnormalitäten assoziiert.
In der angelsächsischen Fachliteratur wird das Syndrom der unkämmbaren Haare meist als spun glass hair („Glaswollhaar“) oder uncombable hair syndrome („nicht-frisierbares-Haar-Syndrom“) oder mit dem französischen Begriff cheveux incoiffables („nicht frisierbare Haare“) bezeichnet.

## Ätiologie
Als Ursache für das Glaswollhaar sind sowohl erblich bedingte Faktoren, als auch sporadisch auftretende Formen beschrieben.
Bei den erblichen Formen sind im Wesentlichen autosomal-dominante, aber auch autosomal-rezessive Erbgänge – mit jeweils unterschiedlicher Penetranz – bekannt.

## Erstbeschreibung
Das Syndrom der unkämmbaren Haare wurde erstmals 1973 von A. Dupré und Kollegen als Cheveux incoiffables und im gleichen Jahr von J. Stroud und A. Mehregan als Spun glass hair in der Literatur beschrieben.

## Weiterführende Literatur
- A. Potthoff und T. Jansen: Syndrom der unkämmbaren Haare. In: Aktuelle Trends in der pädiatrischen Dermatologie Berliner Medizinische Verlagsanstalt (BMV), Berlin, 2004, S. 17–22.
- G. Goerz und Peter Busch: Das Glaswoll-Haar (“Spun Glass” Hair). In: Archives of Dermatological Research 270, 1981, S. 353–359. doi:10.1007/BF00403940
- A. J. Lee u. a.: A girl with loose anagen hair syndrome and uncombable, spun-glass hair. In: Pediatric Dermatology 22, 2005, S. 230–233. PMID 15916571
- R. M. Trüeb u. a.: Pili torti et canaliculi in ectodermal dysplasia. In: Hautarzt 45, 1994, S. 372–377. PMID 8071068
- J. D. Boyer u. a.: Loose anagen hair syndrome mimicking the uncombable hair syndrome. In: Cutis 57, 1996, S. 111–112. PMID 15916571
- P. Ang und Y. K. Tay: What Syndrome is this? Uncombable hair syndrome (Pili trianguli et canaliculi). In: Pediatric Dermatology 15, 1998, S. 475–476. PMID 9875973
- W. B. Shelley und E. D. Shelley: Uncombable hair syndrome: Observations on response to biotin and occurrence in siblings with ectodermal dysplasia. In: J Am Acad Dermatol 13, 1985, S. 97–102. PMID 4031156
- J. Ferrando u. a.: Pili canaliculi („Cheveux incoiffables“ ou „Cheveux en fibre de verre“). In: Annales de Dermatologie et de Vénéréologie 107, 1980, S. 243–248.
- P. H. Itin u. a.: Pili trianguli et canaliculi: a distinctive hair shaft defect leading to uncombable hair. In: Dermatology 187, 1993, S. 296–298.
- R. Laurent u. a.: Syndrome des cheveux incoiffables. In: Annales de Dermatologie et de Vénéréologie 105, 1978, S. 633–635.